# Super Milk-chan
Super Milk-chan (スーパーミルクちゃん, Sūpā Miruku-chan) es un anime surrealista de comedia para adultos creado por Hideyuki Tanaka. Cuenta con dos temporadas, la primera data de 1998, con 14 episodios de unos 7 minutos aproximadamente cada uno, producida por Framegraphics (el estudio de animación de Hideyuki Tanaka), Genco y Tokyo Kids. La segunda serie data del año 2000, Oh! Super Milk-chan cuenta con 12 episodios de unos 25 minutos aproximadamente cada uno, animada por Pierrot.

## Emisión
La primera serie se emitió a la medianoche por Fuji TV, en el microprograma de variedades Flyer TV. La segunda serie se transmitió por el canal WOWOW, y posteriormente, ambas series fueron retransmitidas en Japón por Animax.
En América Latina, el canal Locomotion emitió la primera serie en idioma original y subtitulada en español desde enero de 2001 hasta mediados de 2003. Posteriormente cuando el canal Animax lo reemplazó, en el año 2006 transmitió la segunda serie doblada en Venezuela. La versión de la primera serie emitida en Locomotion fue la original japonesa, mientras que la versión de la segunda serie emitida en Animax fue una de las dos versiones editadas en Estados Unidos, renombrada como The Super Milk-chan Show, que poseía algunas referencias y chistes modificados más acorde a la cultura pop norteamericana (la otra versión editada en Estados Unidos fue fiel a la japonesa y fue la transmitida en Adult Swim en dicho país). Esta versión fue emitida hasta junio de 2007, retransmitida en mayo de 2008 y al año siguiente fue retirada del aire.
La versión doblada en inglés fue producida por ADV Films, que también distribuyó el DVD en Norteamérica. La primera serie fue distribuida bajo el nombre Vintage Milk-chan. Se emitió en Estados Unidos en el bloque de Adult Swim de Cartoon Network, comenzando el 8 de noviembre de 2004.

## Personajes principales
- Milk: Es la protagonista de la serie. Aparentemente tiene 5 años, se pasa el día viendo televisión y tomando leche compulsivamente de un biberón, además de sufrir un problema de babeo, puede o no ser una superheroína. Vive en una casa en forma de biberón, es egoísta, vanidosa y tiene mal humor. Vive con Tetsuko y Hanage.

- Tetsuko: Es una obsoleta robot criada con forma de biberón. A diferencia de Milk, que no posee moral alguna, Tetsuko es más conservadora y por lo general cuestiona las decisiones de Milk, por lo que es víctima de burlas por parte ella. Tetsuko, por otro lado vive obsesionada por querer al Dr. Parche, al que ella llama "su papito" y luego sentirse decepcionada cuando éste la insulta de todas las formas. Tiene la habilidad de crear un gas (El Gas de Tetsuko) con el cual puede matar hasta a un oso furioso. La única vez que se molesta es cuando es insultada por el Roboperro-1, al cual odia.

- Hanage: Es una especie de caracol sin caparazón. Es verde y muy pequeño y por lo general no habla, y si lo hace, primero se disculpa y se refiere a sí mismo como "La voz del corazón de Hanage", para comenzar un soliloquio sobre sus problemas. Por lo oído en sus soliloquios, se ve que posee un problema de alcoholismo y supuestamente habría abandonado a su familia. Hanage literalmente significa "vello de la nariz", en japonés.

- El Presidente: Nadie sabe como este hombre resultó elegido presidente. El Presidente es un hombre calvo que aparentemente gobierna el país donde vive Milk (no se sabe nunca que país es, ya que el presidente se refiere a él como "nuestro país"). Es un inepto que posee un bajo coeficiente intelectual y no sabe como llevar a buen recaudo su trabajo. Pasa el día en un escritorio al lado de un teléfono. Por lo general suele asignarle misiones a Milk. A este hombre le gusta el vino, las mujeres y un karaoke en el que afirma que hay que ser indecentes. Atrae a las moscas.

- Dr. Parche: Es el director del laboratorio Idea del Rey y el creador de Tetsuko. Solamente se le puede ver en una pantalla de televisión. Siempre tiene un robot listo para ofrecer a Milk para sus misiones. Suele insultar a Tetsuko o sugiere a Milk, remplazarla por algo mejor. El parche que lleva en el ojo derecho es diferente en cada episodio.

- El Casero: Un hombre calvo y de piel azul, es el casero de Milk, al que esta le debe siempre 6 meses de alquiler, por lo que siempre está tocando su puerta para exigirle un pago. Milk siempre logra escapar de él mediante insultos, engaños o el Gas de Tetsuko. El casero admite ser homosexual en un episodio.

- La Familia de Hormigas: Está formada por 3 hormigas (la pareja de esposos y una pequeña larva que es el hijo), que viven debajo de la casa de Milk. Por lo general muestran tener problemas matrimoniales. Los nombres de la familia de hormigas son: Yoshiki Arita, que es el esposo, Helen, que es la esposa y Ario que es el hijo. Al notar el súbito cambio de conducta de su esposa, Yoshiki la acusa siempre de tener un amante, sin embargo Helen le cambia de tema constantemente o le habla a Ario. Finalmente Helen se lleva a Ario del hogar y dejan solo a Yoshiki, que en el último episodio escribe una carta a su familia y se suicida.

- El Roboperro Nº 01: Es un perro-robot muy grosero y a la vez incontienete. Siempre pelea con Tetsuko por las preferencias de Milk. Por lo general este es el robot más problemático para las misiones de Milk.

## Personajes secundarios
- Kanchi: Es la gata amada del presidente que finalmente se escapa, por lo que Milk es enviada para recuperarla.

- Hirosue: Es una chica que tiene un programa llamado Hirosue va al lugar donde cenan los pobres, en el cual visita a gente pobre con el supuesto propósito de comer con ellos, cuando en realidad lo único que hace es burlarse de ellos.

- Pastel Sr. Shin: Un hombre mayor vestido como un niño. Siempre intenta que los niños jueguen con él, pero estos no le hacen caso porque sus padres se lo prohíben. Siempre que alguien lo rechaza tiene una rabieta. Su nombre (Pasuteru Shin-san en japonés) es una parodia de la serie Crayon Shin-chan.

- Las Moscas: Moscas que son atraídas por el presidente.

- Akiko Mitake: No aparece como tal en toda la serie. Es la voz de una persona que habla en unos Ensayos de video, que por lo general son soliloquios sobre amor.

## Lista de episodios
- Artículo Principal: Lista de episodios de Super Milk

## Música
La música de ambas series fue compuesta por MOKU, con colaboración de DJ Tasaka y Ozaki.
Las canciones de apertura y cierre originales no aparecen en la versión de ADV Films debido a que no se licenciaron cuando ADV Films licenció la serie.

### Segunda temporada
- Opening: We Don't Fear Wolves por Haruka Nakamura.
- Ending: Tsuppari Rock'n'Roll por El Presidente.

#### Versión estadounidense
- Opening: Disco Milk.
- Ending: Sushi kuite ~e!.